# Dyckia brasiliana
Dyckia brasiliana är en gräsväxtart som beskrevs av Lyman Bradford Smith. Dyckia brasiliana ingår i släktet Dyckia och familjen Bromeliaceae. Inga underarter finns listade i Catalogue of Life.